# Al Judayyidah
 Al Judayyidah  (arabă الجديدة) este un oraș din Guvernoratul Madaba din nord-vestul Iordaniei.